# Liste des musées du Tyne and Wear
Cette liste des musées du Tyne and Wear, Angleterre contient des musées qui sont définis dans ce contexte comme des institutions (y compris des organismes sans but lucratif, des entités gouvernementales et des entreprises privées) qui recueillent et soignent des objets d'intérêt culturel, artistique, scientifique ou historique. leurs collections ou expositions connexes disponibles pour la consultation publique. Sont également inclus les galeries d'art à but non lucratif et les galeries d'art universitaires. Les musées qui n'existent que dans le cyberespace (c.-à-d. Les musées virtuels) ne sont pas inclus.

## Musées
| Nom                                       | Image | Ville/City          | District            | Type              | Résume |
| ----------------------------------------- | ----- | ------------------- | ------------------- | ----------------- | --- |
| Arbeia Roman Fort and Museum              |       | South Shields       | South Tyneside      | Archéologie       | Fort romain excavé et reconstruit, musée des objets et vie d'un soldat romain |
| Baltic Centre for Contemporary Art        |       | Gateshead           | Gateshead           | Art               | Art contemporain |
| Bede's World                              |       | Jarrow              | South Tyneside      | Multiple          | La vie du savant et auteur Vénérable Bede, comprend des artefacts de l'église médiévale adjacente, des expositions, une ferme avec des animaux |
| Bessie Surtees House                      |       | Newcastle upon Tyne | Newcastle upon Tyne | Maison historique | Exploité par l'English Heritage, deux maisons de marchands de cinq étages des XVIe et XVIIe siècles |
| Bowes Railway                             |       | Springwell          | City of Sunderland  | Rail              | chemin de fer câblé à voie normale construit pour transporter le charbon vers les bateaux, construit par George Stephenson en 1826 |
| Castle Keep                               |       | Newcastle upon Tyne | Newcastle upon Tyne | Maison historique | reste du château médiéval |
| Centre for Life                           |       | Newcastle upon Tyne | Newcastle upon Tyne | Science           | Expositions permanentes sur la vie humaine |
| Customs House                             |       | South Shields       | South Tyneside      | Art               | Centre des arts avec galerie d'exposition, théâtre et cinéma |
| Discovery Museum                          |       | Newcastle upon Tyne | Newcastle upon Tyne | Multiple          | Science, histoire locale, construction navale et patrimoine industriel, Turbinia, premier bateau à vapeur, musée régimentaire des 15th/19th The King's Royal Hussars et du Northumberland Hussars, costumes, expositions d'art de peinture, photographie et sculpture |
| Fulwell Windmill                          |       | Fulwell             | City of Sunderland  | Mill              | website, moulin à vent restauré au début du XIXe siècle |
| Gateshead Heritage @ St Mary's            |       | Gateshead           | Gateshead           | Local             | website, histoire locale, culture, |
| Globe Gallery                             |       | North Shields       | North Tyneside      | Art               | website, art contemporain |
| Great North Museum: Hancock               |       | Newcastle upon Tyne | Newcastle upon Tyne | Multiple          | Histoire naturelle, archéologie et Bretagne romaine, Rome antique et Egypte, dinosaures et fossiles, ethnographie |
| Hatton Gallery                            |       | Newcastle upon Tyne | Newcastle upon Tyne | Art               | Partie de la Newcastle University |
| Holy Jesus Hospital                       |       | Newcastle upon Tyne | Newcastle upon Tyne | Histoire          | Exploité par le National Trust, bâtiment médiéval en usage depuis 700 ans, expose son utilisation comme un couvent Augustin du XIVe siècle, hospice du XVIIe siècle et Soupe populaire victorien                                                                      |
| Laing Art Gallery                         |       | Newcastle upon Tyne | Newcastle upon Tyne | Art               | Les collections comprennent des peintures à l'huile et des sculptures britanniques des XVIIIe et XIXe siècles, des aquarelles, des céramiques, de l'argent et de la verrerie, de l'art du XXe siècle.                                                                 |
| Monkwearmouth Station Museum              |       | Monkwearmouth       | City of Sunderland  | Rail              | Histoire et patrimoine ferroviaire |
| National Glass Centre                     |       | Sunderland          | City of Sunderland  | Art               | Verre historique et contemporain, histoire de la verrerie |
| Newburn Hall Motor Museum                 |       | Newburn             | Newcastle upon Tyne | Automobile        | information |
| North East Aircraft Museum                |       | Sunderland          | City of Sunderland  | Aviation          | Avion historique, histoire de l'aviation |
| Northern Gallery for Contemporary Art     |       | Sunderland          | City of Sunderland  | Art               | Art contemporain |
| Northumbria University Gallery            |       | Newcastle upon Tyne | Newcastle upon Tyne | Art               | website, partie de Northumbria University |
| Path Head Watermill                       |       | Blaydon             | Gateshead           | Industrie         | Roue à eau restaurée et boutique |
| Reg Vardy Gallery                         |       | Sunderland          | City of Sunderland  | Art               | website, information, galerie d'art contemporain de l'University of Sunderland |
| Ryhope Engines Museum                     |       | Ryhope              | City of Sunderland  | Technologie       | Station de pompage victorienne avec deux faisceaux moteurs, des machines à vapeur et des pompes, des chaudières, une forge, une roue hydraulique, une réplique de la boutique du plombier                                                                             |
| Segedunum Roman Fort, Baths and Museum    |       | Wallsend            | North Tyneside      | Archéologie       | Forteresses romaines excavées le long du mur d'Hadrien, musée des artefacts et de la vie d'un soldat romain, de la construction navale et des mines de charbon, des thermes romains reconstruits                                                                      |
| Seven Stories                             |       | Newcastle upon Tyne | Newcastle upon Tyne | Art               | Art des livres pour enfants britanniques |
| Shipley Art Gallery                       |       | Gateshead           | Gateshead           | Art               | Artisanat contemporain et design, beaux-arts |
| South Shields Museum & Art Gallery        |       | South Shields       | South Tyneside      | Local             | website, histoire locale, culture, art |
| Phare de Souter                           |       | Marsden             | South Tyneside      | Maritime          | Géré par le National Trust. monument classé du Royaume-Uni de Grade II*. |
| Phare de St Mary's                        |       | St Mary's Island    | North Tyneside      | Maritime          | monument classé de Grade II |
| Stephenson Railway Museum                 |       | North Shields       | North Tyneside      | Rail              | Moteurs électriques et diesel à vapeur, histoire du transport électrique régional, terminus nord du North Tyneside Steam Railway |
| Sunderland Museum and Winter Gardens      |       | Sunderland          | City of Sunderland  | Multiple          | Art, textiles, poterie, verre, mines de charbon, histoire locale, histoire sociale, histoire naturelle, industrie, géologie |
| Tynemouth Castle and Priory               |       | Tynemouth           | North Tyneside      | Maison historique | Géré par l'English Heritage, des vestiges et des expositions sur la colonie anglo-saxonne, le monastère anglican, le château royal, le fort d'artillerie et la défense côtière                                                                                        |
| Tynemouth Life Brigade Watch House Museum |       | Tynemouth           | North Tyneside      | Maritime          | website, histoire de la région sauvetage, artefacts de naufrage |
| Tynemouth Toy Museum                      |       | Tynemouth           | North Tyneside      | Jouet             | website, jouets, poupées, landaus, puzzles, jeux |
| Washington 'F' Pit                        |       | Washington          | City of Sunderland  | Technologie       | website, Machine à vapeur victorienne, maison de moteur et couvre-chef pour une mine de charbon |
| Washington Old Hall                       |       | Washington          | City of Sunderland  | Maison historique | Géré par le National Trust, Manoir en pierre du XVIe siècle, maison ancestrale de la famille de George Washington, le premier Président des Etats-Unis |

## Musées fermés
- Dial Cottage, West Moor[1],[2], Killingworth, l'une des maisons de George Stephenson à partir de 1804 et où Robert Stephenson a grandi
- Military Vehicle Museum, Exhibition Park, Newcastle, fermé en 2006[3], réouverture en mai 2012[4]
- Municipal Museum of Science and Industry, Exhibition Park, Newcastle, collections maintenant partie de Discovery Museum
- Museum of Antiquities, collections maintenant partie de Great North Museum: Hancock
- Shefton Museum, collections maintenant partie de Great North Museum: Hancock